# Tobias Becker
Tobias Becker (Desterro, 29 de abril de 1864 – Anhatomirim, abril de 1894) foi um militar e político brasileiro.
Filho de José Becker e de Maria Joaquina da Silva.
Em 1893 licenciou-se do serviço militar para assumir vaga de deputado estadual na Assembleia Legislativa de Santa Catarina, participando da 1ª Legislatura (1892-1893), como suplente convocado.